# Monte Prado
Monte Prado is een berg in de noordelijke Apennijnen tussen de Pradarenapas en de Radicipas in de Italiaanse provincies Reggio Emilia en Lucca. De berg heeft een hoogte van 2054 meter boven zeeniveau.
De Monte Prado ligt precies op de grens van de twee provincies. De berg maakt deel uit van Nationaal Park Appennino Tosco-Emiliano.